# Declan Gallagher
Declan Patrick Gallagher (ur. 13 lutego 1991 w Rutherglen) – szkocki piłkarz występujący na pozycji obrońcy w szkockim klubie Motherwell oraz w reprezentacji Szkocji. Wychowanek Hamilton Academical, w trakcie swojej kariery grał także w takich zespołach jak Celtic, Stranraer, Clyde, Dundee oraz Livingston.